# Ahlu Sunnah Wa-Jama
Ahlu Sunnah Wa-Jama, ook Ansar al-Sunnah (Arabisch: أنصار السنة, 'Aanhangers van de traditie', Swahili: Ansar al-Sunna Msumbiji), is een jihadistische groepering in de Mozambikaanse provincie Cabo Delgado, die daar een islamitische staat met sharia-wetgeving wil vestigen. Door lokale bewoners wordt ze Al-Shabaab Al-Shabaab (Arabisch: الشباب, let. 'De Jeugd') genoemd, hoewel er geen directe banden zijn met de Somalische groep met dezelfde naam. De strijders hebben trouw gezworen aan de Islamitische Staat (IS).
Ahlu Sunnah Wa-Jama werd in 2015 in Cabo Delgado gevormd door volgelingen van de in 2012 doodgeschoten radicale Keniaanse geestelijke Aboud Rogo. Vanaf 2017 werd de groep gewelddadiger en voerde aanvallen uit op overheidsdoelen en burgers.
Ahlu Sunnah Wa-Jama verkrijgt inkomsten uit smokkel van onder meer hout en robijnen, mensensmokkel en religieuze netwerken. Dit geld wordt deels gebruikt om jonge mannen naar Somalië, Tanzania en Kenia te sturen voor militaire en religieuze training. De strijders van de groepering spreken Portugees, Swahili en Mwani, de plaatselijke taal in Cabo Delgado.
Anno 2021 heeft de groepering grote delen van Cabo Delgado onder controle, inclusief de stad Mocímboa da Praia.